# Perth (Schiff, 1936)
Die HMAS Perth (D29) war ein nach der Stadt Perth benannter Leichter Kreuzer der Royal Australian Navy während des Zweiten Weltkriegs. Sie war einer von insgesamt drei modifizierten Kreuzern der Leander-Klasse, war als Amphion  für die Royal Navy gebaut worden und 1939 als letztes Schiff dieser Untergruppe (nach Sydney und Hobart ex Apollo) auch an die australische Marine übergeben worden.

## Bau
Der Kreuzer wurde am 26. Juni 1933 in Portsmouth auf Kiel gelegt und am 15. Juni 1936 als HMS Amphion von der Royal Navy in Dienst gestellt. Er war der erste der drei modifizierten Kreuzer der Leander-Klasse, in der im Gegensatz zu den vorherigen Einheiten die Maschinen- und Kesselräume wieder in der für Kriegsschiffe üblichen abwechselnden Reihenfolge angeordnet waren, was äußerlich an den zwei Schornsteinen (einer pro Kesselraum) zu erkennen war. Bei den ersten Schiffen der Klasse lagen die Kesselräume nebeneinander unter einem einzigen großen Schornstein, gefolgt von den zwei nebeneinanderliegenden Maschinenräumen. Durch die abwechselnde Anordnung der Räume wurde sichergestellt, dass ein einzelner Treffer an der Nahtstelle zweier Abteilungen oder in den Schornstein nicht auf einen Schlag durch Verlust sämtlicher Kessel- oder Maschinenräume den gesamten Antrieb ausschalten konnte.

## 1936–1940
Von Oktober 1936 bis Oktober 1938 war der Kreuzer Flaggschiff des britischen Geschwaders am Kap der Guten Hoffnung. Im Dezember 1938 wurde in Portsmouth mit einem Umbau des Kreuzers begonnen, der bis Ende Juni 1939 dauerte. Unter anderem wurde ein stärkeres Flugzeugkatapult für Bordflugzeuge eingebaut und die vier einzelnen 4-Zoll-Geschütze durch Zwillingsgeschütze ersetzt. Während des Umbaus einigten sich die britische und australische Regierung über den Kauf des Kreuzers für die Royal Australian Navy. Es wurde beschlossen, das Schiff direkt nach dem Umbau an Australien zu übergeben, welches dafür den alten Kreuzer HMAS Adelaide der Town-Klasse außer Dienst stellte und dessen Besatzung zur Übernahme des Schiffes nach Portsmouth schickte. Am 29. Juni 1939 wurde der Kreuzer unter dem Kommando von Captain (etwa: Kapitän zur See) Harold Farncomb als HMAS Perth von der australischen Marine in Dienst gestellt. Der erste Einsatz führte das Schiff nach New York City, wo es vom 4. bis zum 16. August 1939 Australien auf der Weltausstellung repräsentieren half. Danach sollte der Kreuzer nach Australien fahren, wegen der angespannten Lage in Europa und dem Ausbruch des Zweiten Weltkrieges am 1. September blieb die Perth jedoch in der Karibik.
Nach Ausbruch des Krieges eskortierte die Perth in der Karibik und im Westatlantik bis Anfang März britische Handelsschiffe, bevor sie schließlich am 31. März in Sydney eintraf und damit zum ersten Mal Australien erreichte. Im Mai 1940 eskortierte der Kreuzer die mit australischen Truppen beladene Queen Mary zum Konvoi US 3 und schützte auch diesen für einen Teil seines Weges zum Mittelmeer. Im Juni löste Captain Phillip Bowyer-Smyth Captain Farncomb als Kommandant der Perth ab, Farncomb wurde Kommandant des Schweren Kreuzers HMAS Canberra. Danach folgten bis November 1940 Patrouillen und Geleitschutzaufgaben im Gebiet um Australien, wo einige deutsche Hilfskreuzer im Einsatz waren. Ende November eskortierte sie den Konvoi US 7 von Australien nach Aden und schloss sich nach einigen anderen kurzzeitigen Geleiteinsätzen der britischen Mittelmeerflotte in Alexandria an.

## Mittelmeer 1941
Als Teil des 7. Kreuzergeschwaders wurde die Perth im Januar und Februar 1941 für Patrouillen sowie Truppentransporte nach Kreta und Malta eingesetzt. Im Hafen von Malta wurde der Kreuzer bei einem Luftangriff durch einen Nahtreffer leicht beschädigt. Nach Reparatur transportierte sie Truppen nach Griechenland, welche die Griechen im Kampf gegen Italien unterstützen sollten. Am 28. und 29. März 1941 nahm das Schiff an der Schlacht bei Kap Matapan teil, in der die italienische Marine eine verheerende Niederlage erlitt. Ende April wurde der Kreuzer bei der Operation Demon eingesetzt, der Evakuierung der britischen Truppen von Griechenland nach Kreta, welche durch den erfolgreichen deutschen Balkanfeldzug notwendig geworden war. Als die deutschen Truppen dann im Mai auch Kreta angriffen, gehörte die Perth zu der von Konteradmiral King kommandierten Force C, einem von vier britischen Kampfverbänden, die während der Luftlandeschlacht um Kreta trotz deutscher Luftherrschaft nördlich von Kreta operierten, um zu verhindern, dass die deutschen Fallschirmjäger auf Kreta über See verstärkt wurden. Während der zahlreichen schweren Luftangriffe, bei denen unter anderem die britischen Kreuzer Fiji und Gloucester am 22. Mai versenkt wurden, gelang es der Perth, allen Angriffen auszuweichen, lediglich ein Nahtreffer richtete Schäden an, welche vom 24. bis 28. Mai in Alexandria repariert wurden. Danach kehrte der Kreuzer nach Kreta zurück und nahm im Rahmen der Evakuierung von Kreta 1200 Personen an Bord. Auf dem Rückweg nach Alexandria kam es erneut zu Luftangriffen auf den Konvoi, zu dem die Perth gehörte. Diesmal erhielt sie neben mehreren Nahtreffern auch einen direkten Treffer in einen der Kesselräume, bei dem 13 Menschen starben und der Kesselraum ausfiel. Die Reparatur des Schadens in Alexandria dauerte diesmal bis zum 25. Juni 1941.
Nach Abschluss der Reparatur operierte die Perth im Verlauf des Einmarschs britischer und freifranzösischer Truppen in Syrien vor der syrischen Küste, bis sie durch ihr Schwesterschiff Hobart abgelöst wurde und nach Australien zurückkehrte.

## Pazifikkrieg

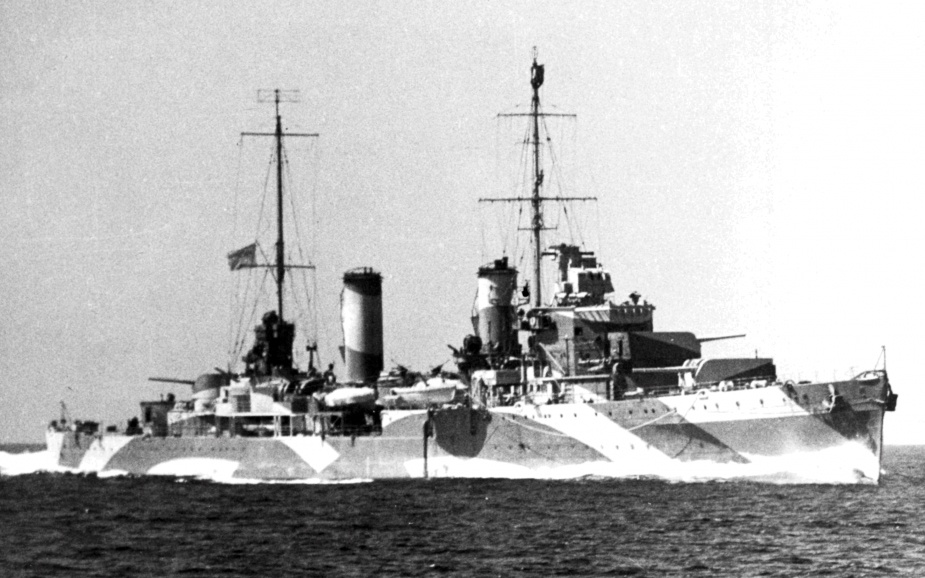
Die Perth 1942

Im August erreichte der Kreuzer Australien und wurde dort in den Cockatoo Island Dockyards, Sydney einer umfangreichen Überholung unterzogen, die bis zum 22. November 1941 dauerte. Nach Beginn der Japanischen Invasion Südostasiens wurde die Perth bis Anfang Februar 1942 unter ihrem neuen Kommandanten Captain Hector Waller zu Patrouillen und Geleitschutzaufgaben im Gebiet zwischen Australien, Neukaledonien und Neuguinea eingesetzt. Danach wurde das Schiff zu den ABDA-Streitkräften nach Niederländisch-Indien verlegt. Dies waren die vereinigten Streitkräfte der Australier, Briten, Niederländer (engl. dutch) und Amerikaner, die verzweifelt und erfolglos versuchten, die Japaner aufzuhalten. Am 24. Februar traf die Perth in Batavia ein und schloss sich der ABDA-Flotte an, bereits einen Tag später wurde jedoch ABDACOM von seinem Oberbefehlshaber, dem britischen Feldmarschall Sir Archibald Wavell, aufgelöst, da dieser einsehen musste, dass nicht genügend Einsatzkräfte zur Verteidigung des Gebietes zur Verfügung standen. Dennoch unternahm die ABDA-Flotte unter dem niederländischen Konteradmiral Karel Doorman einen letzten Versuch, die japanische Invasion von Java zu verhindern. Auch dieser Versuch scheiterte in der Schlacht in der Javasee unter schweren Verlusten. Zwar war die ABDA-Flotte zahlenmäßig gleich stark wie die japanischen Streitkräfte, doch sie bestand aus den zusammengewürfelten Überresten der Asienflotten dreier Nationen, die nicht aufeinander eingespielt und nach den wochenlangen vergeblichen Anstrengungen erschöpft und beschädigt waren. Im Kampf gegen die ausgeruhten japanischen Einheiten gelang es ihnen in der Schlacht nicht, ein einziges feindliches Schiff zu versenken, während sie selbst zwei Leichte Kreuzer und vier Zerstörer verloren und zahlreiche weitere Schiffe beschädigt wurden. Die Perth erlitt in diesem Gefecht keine größeren Schäden und kehrte zusammen mit dem amerikanischen Schweren Kreuzer Houston wieder nach Batavia zurück.
Dort befahl ihnen Vizeadmiral Conrad E. L. Helfrich, zusammen mit dem Zerstörer Evertsen durch die Sundastraße nach Tjilatjap im Süden Javas zu laufen, wo er die Reste der ABDA-Flotte sammeln wollte. In Tanjung Priok versuchten beide Schiffe Treibstoff und Munition zu bekommen, doch erst nachdem die Hafenbehörde von den gesunkenen niederländischen Schiffen erfahren hatte, gab sie für die Perth 300 Tonnen Treibstoff frei, so dass sie auf etwa 50 % ihrer Gesamtkapazität kam. Munition konnte nicht beschafft werden, britische Munition war nicht verfügbar, und in den niederländischen Vorräten befanden sich nur Granaten für die von der niederländischen Flotte verwendeten 15 cm-Geschütze, welche nicht von den 15,2 cm-(6 Zoll-)Geschützen der Perth verwendet werden konnte. Auch für die Houston gab es keine Munition. Am Abend des 28. Februar gegen 19 Uhr verließen Perth und Houston den Hafen, der Zerstörer Evertsen folgte aus unbekannten Gründen erst eine Stunde später auf eigenem Kurs.
Die Sundastraße sollte nach Aufklärungsberichten feindfrei sein, tatsächlich war jedoch eine japanische Invasionsflotte auf dem Weg zur Bantam Bay, wo sie am 1. März landen wollten. Gegen 23 Uhr stießen die beiden Kreuzer auf den Konvoi, worauf es zur Schlacht in der Sundastraße mit den Schweren Kreuzern Mogami und Mikuma, dem Leichten Kreuzer Natori und neun Zerstörern kam. Während der Schlacht gelang es den beiden alliierten Kreuzern, einige Treffer auf den japanischen Transportern und Kriegsschiffen zu erzielen, die ihrerseits ihr Feuer auf die Houston konzentrierten. Die Perth blieb zuerst unbeschädigt, doch dann entschloss sich Captain Waller, weil die Munition fast vollständig verbraucht war, mit Höchstgeschwindigkeit den Durchbruch durch die Sundastraße zu erzwingen, und nahm Kurs auf Toppers Island. Der Kreuzer hatte die Kursänderung kaum beendet, als er von vier Torpedos getroffen wurde und kurze Zeit später sank. Kurz darauf sank auch die Houston.
Von den insgesamt 681 Personen an Bord starben 357, darunter auch Captain Waller. Weitere 104 starben in japanischer Kriegsgefangenschaft. Unter den in Gefangenschaft geratenen befand sich auch der offizielle australische Kriegsmaler Murray Griffin.